# Daïra de Sidi Lahcene
La daïra de Sidi Lahcene est une circonscription administrative algérienne située dans la wilaya de Sidi Bel Abbès. Son chef-lieu est situé sur la commune éponyme de Sidi Lahcene.
La daïra regroupe les quatre communes:
- Sidi Lahcene
- Amarnas
- Sidi Khaled
- Sidi Yacoub